# Vaesite
La vaesite è un rarissimo minerale isotipo della pirite, rinvenuto la prima volta a Castelluccio di Moscheda, presso Montese (Modena), nel 1970.

## Etimologia
Il nome deriva da Johannes Vaes (1902-1978), mineralogista presso la Union Minière du Haut Katanga (Katanga), che per primo la rinvenne nel 1943.

## Abito cristallino
Massivo.

## Origine e giacitura
Il minerale  ha origine come prodotto di alterazione di minerali di arsenico. Il minerale si trova in alcuni giacimenti metalliferi associato alla linneite ed alla pirite ma anche in rocce quarzose, contenenti millerite.

## Forma in cui si presenta in natura
Si presenta in cristalli che di rado superano il millimetro, in forme del cubo, ottaedro, pentagonododecaedro e, molto più raramente, del rombododecaedro, concresciuti sulla dolomite, sul quarzo e, raramente, sulla jamborite.

In masse compatte o in cristallini generalmente ottaedrici.

## Caratteristiche chimico-fisiche
È solubile in acido nitrico.
- Peso molecolare 122,82 gm[1]
- Indice fermioni: 0,0093158148[1]
- Indice bosoni: 0,990684152[1]
- Dati di fotoelettricità[1]:
  - PE: 21,79 barn/elettroni
  - ρ elettroni: 94,75 barn/cc
- GRapi: 0 (non radioattiva)[1]

Composizione:
- Nichel 47,78 %
- Zolfo 52,22 %

## Luoghi di ritrovamento
- In Italia: nell'Appennino modenese (Castelluccio di Moscheda) e bolognese (Val Sillaro).[2]
- Nella Repubblica Democratica del Congo: Shinkolobwe (ove si trova la selenio-vaesite, varietà selenifera della vaesite) e Kasompi presso Kambowe nello Shaba.[2]